# André Gempp
Pour les articles homonymes, voir Gempp.
André Gempp, né le 22 juin 1920 à Toulon (Var) et décédé le 14 août 2005 à Solliès-Toucas (Var), est un ingénieur militaire français de la Marine nationale, spécialiste de la construction de sous-marins.
Il est le concepteur du bathyscaphe FNRS-3, des sous-marins de la classe Daphné, du sous-marin expérimental lanceur de missiles Gymnote, et des sous-marins nucléaires de la classe Le Redoutable.
Il est considéré comme le père des sous-marins nucléaires français.

## Origines familiales
André Gempp est le fils du capitaine de frégate Etienne Gempp (1892-1971), officier de marine français ayant combattu durant la Première Guerre mondiale, et d’Aimée Van Gaver (1893-1985). Il est le second enfant d’une famille de sept.
Du côté paternel, André Gempp descend de Charles Gempp (1820-1888), un Allemand naturalisé Français originaire du grand-duché de Bade et venu en France en 1851 pour prendre la direction de la distillerie d’absinthe de Lunel (Hérault), créée par son beau-père Edouard Pernod (1799-1886), lui-même fils de Henri-Louis Pernod (1776-1851), le célèbre inventeur suisse de l’absinthe. Charles Gempp sera également maire de Lunel de 1881 à 1884.
Du côté maternel, André Gempp est le petit-fils du capitaine de vaisseau Amédée Van Gaver (1864-1915) qui a commandé le cuirassé Charlemagne durant la bataille des Dardanelles en 1915, et mort pour la France la même année.

## Formation et débuts professionnels
Après ses études primaires et secondaires à l'externat Saint-Joseph de Toulon, André Gempp entre comme élève au Prytanée militaire de La Flèche (Sarthe) en 1936, y obtient son baccalauréat, puis y prépare le concours d’entrée à l’Ecole polytechnique. Il intègre cette école en septembre 1939, classé 27e sur 280 admis. Il a alors 19 ans. Durant la guerre, il est mobilisé comme aspirant dans l'artillerie coloniale, jusqu'en janvier 1941.
Diplômé de l’X en 1942, il choisit à la sortie de Polytechnique de servir dans le corps du Génie maritime. Après un passage en école d’application, il est affecté en 1944 à la Direction des constructions et armes navales (DCAN) de Toulon, où il est chargé de l'entretien des sous-marins de la Marine nationale.
À la Libération, le port militaire de Toulon est encombré d'épaves de navires coulés lors du sabordage de la marine française en 1942 mais aussi de plusieurs carcasses de U-Boot allemands abandonnés par l'Occupant en 1944. C'est à André Gempp que la Marine doit le renflouement et la remise en état du sous-marin U-471 coulé le 6 août 1944 dans le bassin de Missiessy lors d'un raid aérien américain. Ce sous-marin ex-allemand, rebaptisé Millé, reprend du service dans la Marine nationale française en 1946.
En 1946, cette flotte de sous-marins est donc très hétéroclite, avec des submersibles de construction française, britannique, mais aussi des sous-marins ex-allemands, ayant peu de documentations techniques et de pièces de rechange, ce qui rend complexe le maintien opérationnel de cette flotte.
Durant les années qui suivent, outre l’entretien et le suivi de la flotte des sous-marins, André Gempp participe également au programme de construction et d’essais des sous-marins de la classe Narval conçus en 1948 par l’ingénieur du génie maritime Gérard Dupont de Dinechin, et des sous-marins de la classe Aréthuse conçus en 1952 par l’ingénieur du génie maritime André Girousse.
Enfin, de 1947 à 1952, André Gempp assure des cours de « construction du sous-marin » en tant que professeur à l’École de navigation sous-marine de Toulon, au profit des officiers de lutte ASM.

## La conception du bathyscapheFNRS-3(1951-52)
En 1948, le professeur suisse Auguste Piccard  conçoit un premier submersible d'exploration abyssale : un bathyscaphe équipé d’une sphère, baptisé FNRS-2 en hommage au Fonds National de la Recherche Scientifique, organisme belge qui l'a financièrement soutenu. Deux plongées au large des îles du Cap-Vert montrent immédiatement les limites des choix techniques qui ont été faits par Piccard. Au retour de la deuxième plongée, le bathyscaphe FNRS-2 est même définitivement endommagé. L’échec est total.

André Gempp devant les plans du bathyscaphe FNRS-3, entouré du commandant Houot (à gauche) et de l'ingénieur Willm (à droite)

Mais Auguste Piccard est déterminé dans son projet d’exploration des fonds marins. En octobre 1950, une convention est signée entre le Fonds National de la Recherche Scientifique belge, propriétaire de la sphère, et la Marine nationale française : le FNRS contribuera au financement d'un nouveau bathyscaphe qui sera construit à l'arsenal de Toulon et qui, après trois plongées profondes, appartiendra à la Marine nationale.
C'est à André Gempp qu'est confiée, début 1951, la conception d'un nouveau submersible baptisé FNRS-3. Le professeur Piccard, qui ne dirige plus le projet, demeure conseiller technique. Mais progressivement, les relations de travail deviennent de plus en plus difficiles entre la Marine nationale et Piccard : ce dernier accepte très mal de voir certaines de ses propositions techniques, certes originales mais irréalistes, être rejetées par André Gempp et son équipe. Se sentant incompris, Piccard quitte finalement le projet début 1952 pour construire son propre bathyscaphe avec le concours de la Marine italienne : bon nombre des caractéristiques techniques de son bathyscaphe, le Trieste, seront issues des solutions imaginées par Gempp et que Piccard finira par faire siennes après les avoir parfois combattues,.

A Toulon en effet, André Gempp a l'idée d’inventer un véritable petit sous-marin d’un type totalement nouveau, long d’environ 16 mètres. Il fait envelopper la sphère de l’ancien FNRS-2 dans une structure remorquable en mer,  équipée d'ailerons stabilisateurs disposés de part et d'autre de celle-ci, dotée de réservoirs totalisant près de 80 mètres cubes d'essence, possédant sur le pont un kiosque (appelé « baignoire ») relié à la sphère par un puits d'accès appelé « sas ». Ce sas fait office également de ballast puisqu’il peut être rempli d’eau pour aider à la descente du bathyscaphe dans les profondeurs.

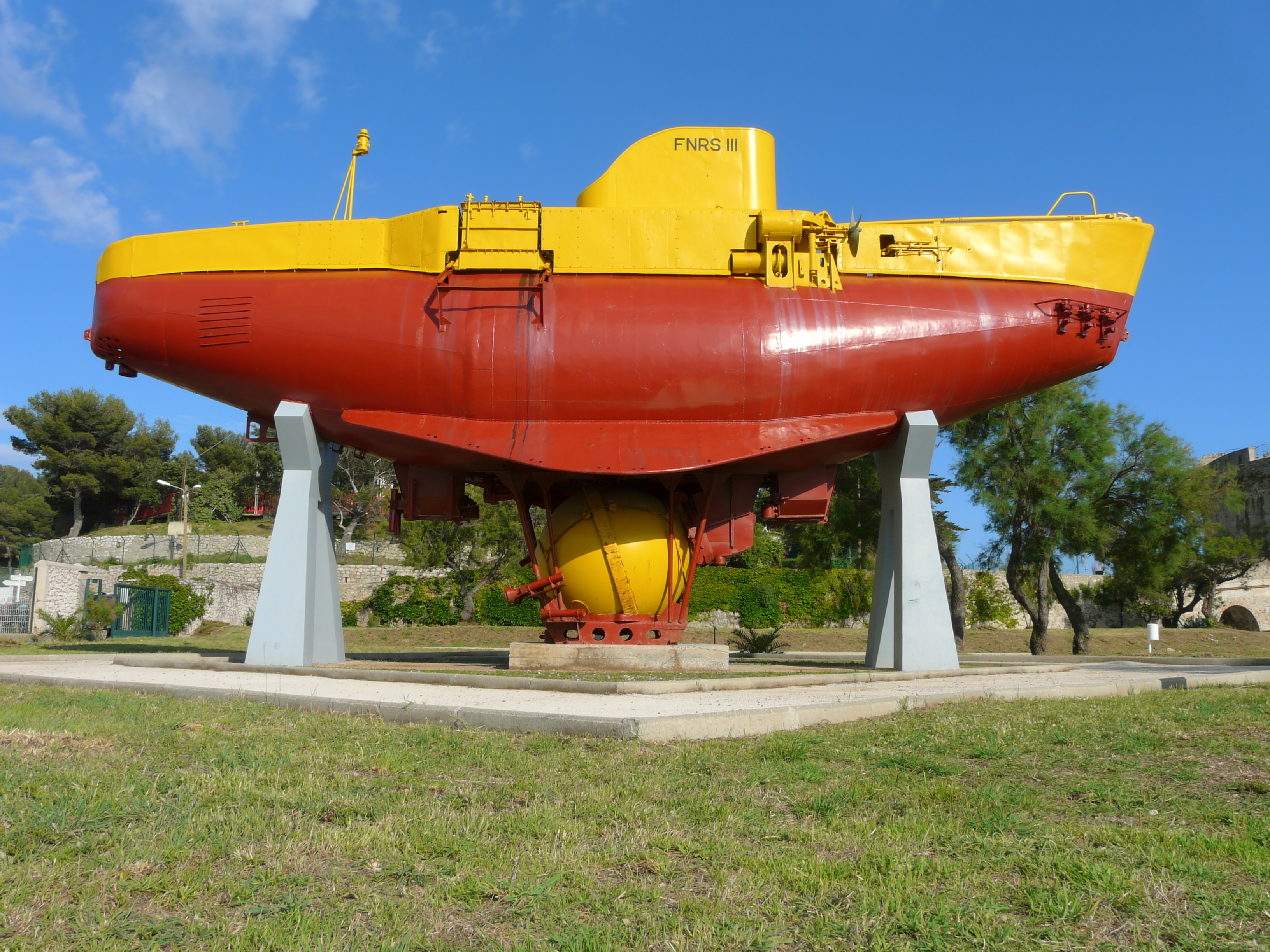
Le bathyscaphe FNRS-3 conçu par André Gempp en 1951-52, aujourd'hui exposé à Toulon.

À l'été 1952, alors que les plans du FNRS-3 sont achevés par André Gempp, celui-ci est affecté en urgence à Saïgon pour l’entretien opérationnel de la flotte navale française d’Indochine. C'est à l'adjoint d'André Gempp, l'ingénieur du génie maritime Pierre Willm, qu'il revient donc de mener à son terme le projet du FNRS-3 dont la construction commence à peine et pour lequel il ne reste plus à finaliser que quelques détails techniques secondaires.
En juin 1953 le FNRS-3, le premier bathyscaphe opérationnel de l’histoire maritime, est enfin mis à l’eau. Georges Houot (nommé commandant et pilote du bathyscaphe) et Pierre Willm (ingénieur) commencent les essais du FNRS-3 en Méditerranée et atteignent 2 100 mètres de profondeur. Le 15 février 1954, au large de Dakar (Sénégal), le FNRS-3 atteint 4 050 mètres ce qui constitue un record mondial. Ce record tiendra six ans avant d'être détrôné en 1960 par le bathyscaphe de Piccard, le Trieste, que l’US Navy américaine a fini par acquérir en 1958 et qu’elle a modernisé à grands frais, lui permettant ainsi d’atteindre 10 900 mètres dans la Fosse des Mariannes.
Entre-temps en 1954, l'Académie des Sciences décerne à André Gempp le prix Lamb « pour ses études effectuées en vue de la réalisation du bathyscaphe français », tandis que Georges Houot et Pierre Willm se voient décerner par cette même Académie le Prix Plumey pour « être descendus en bathyscaphe à une profondeur supérieure à 4 000 mètres, au péril de leur vie ».

## La conception des sous-marins de la classeDaphné(1955-1964)
Dans les années 1950, la flotte sous-marine française est en train de se doter de deux nouveaux types de sous-marins : ceux de la  classe Narval (au nombre de 6) et ceux de la classe Aréthuse (au nombre de 4). Les premiers, longs de 79 m et déplaçant 1 400 tonnes, sont plutôt destinés à l’attaque des bâtiments de surface dans l’immense Atlantique et bénéficient donc d’un long rayon d’action. Les seconds, spécialement destinés à la chasse contre les sous-marins ennemis en Méditerranée, sont nettement plus petits (50 m de long, déplaçant 400 tonnes), ont un rayon d’action plus court et sont moins bien armés en torpilles. Mais les Aréthuse ont l’avantage sur les Narval d’être beaucoup plus silencieux et plus maniables.

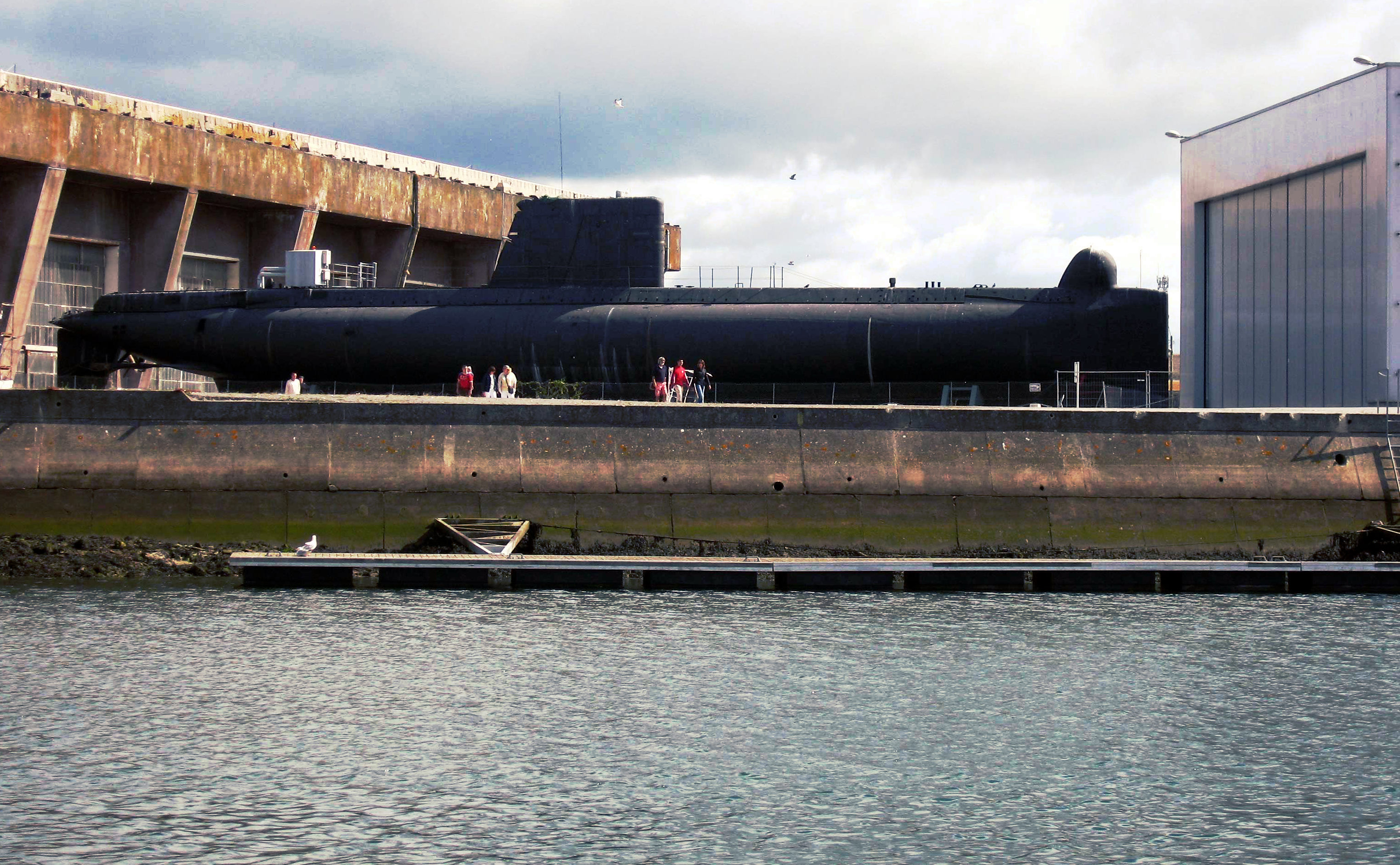
Le sous-marin Flore, de la classe Daphné conçue par André Gempp, aujourd'hui exposé à Lorient (Morbihan).

Alors qu’il vient de rentrer de son séjour en Indochine (1952-1954), André Gempp est chargé par la Marine nationale de mettre au point un troisième type de sous-marin, combinant à la fois les avantages des Narval et ceux des Aréthuse. Après plusieurs mois d’études, André Gempp propose en 1955 à la Marine les plans d’un sous-marin plus gros que les Aréthuse (58 mètres de long, déplaçant 800 tonnes), mais tout aussi discret et maniable, doté d’un rayon d’action lui permettant de combattre dans la zone d’action des Narval, c’est-à-dire l’Atlantique, et capable de plonger plus profondément que les Narval et Aréthuse. Muni d'un équipement de détection et d'un système d'arme également plus élaborés, ce nouveau sous-marin est apte aussi bien à la chasse aux sous-marins qu'à l'attaque de bâtiments de surface.
Les plans de ce sous-marin dit à « hautes performances » donnent ainsi naissance aux 11 sous-marins de la classe Daphné, dont le premier entrera en service dans la Marine nationale en 1964 et le dernier quittera le service en 1998.
La classe Daphné, contrairement aux classes Narval et Aréthuse, est également un succès à l’exportation puisque le Portugal, l’Espagne, le Pakistan et l’Afrique du Sud vont commander au total 15 sous-marins supplémentaires. Ce qui donne à la France une réputation  internationale en matière de technologie sous-marine.

## La conception des sous-marins nucléaires de la classeLe Redoutable(1960-1971)

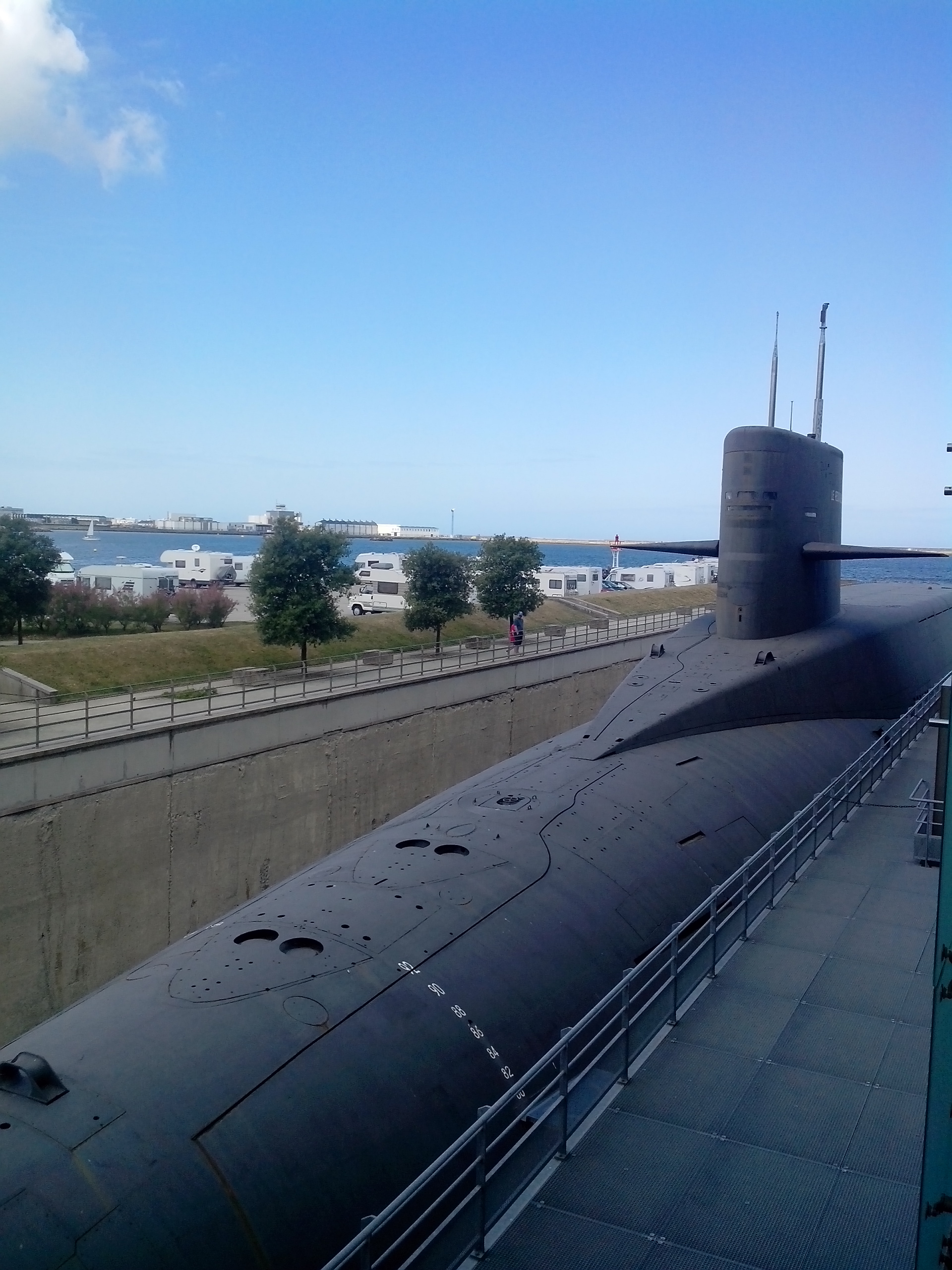
Le Redoutable, aujourd'hui exposé comme musée à la Cité de la Mer à Cherbourg.

L'ingénieur général André Gempp présente les plans du Redoutable à Michel Debré, ministre de la Défense, lors de la visite de ce dernier à bord du sous-marin en 1971.

En 1960 le général de Gaulle, devenu président de la République, prend la décision de doter la France d'une nouvelle classe de sous-marins à propulsion nucléaire, capables de lancer des missiles à tête nucléaire à plusieurs milliers de kilomètres. Cette décision se concrétise le 2 mars 1963, avec la signature de la commande du premier sous-marin nucléaire lanceur d'engins (SNLE).
Mais la mise au point de ce premier SNLE s'annonce très complexe car elle doit conjuguer quatre projets avançant en parallèle : la construction du sous-marin proprement dit par la Direction des constructions et armes navales (DCAN), la mise au point du réacteur nucléaire par le Commissariat à l'énergie atomique (CEA), le développement du missile balistique M1 sous la direction de la SEREB et enfin la mise au point d'une bombe nucléaire suffisamment compacte par la Direction des applications militaires (DAM).
Pour coordonner efficacement l'ensemble de tous ces acteurs, une organisation baptisée Cœlacanthe est mise en place dès 1962 : à sa tête se trouve un maître d’œuvre principal (MOP). Le premier « MOP Cœlacanthe » sera l’ingénieur général du génie maritime Henri Bensussan, lequel occupera cette fonction de 1962 à 1966. Et c’est André Gempp, devenu à son tour ingénieur général, qui prendra la suite de 1966 à 1972.
Mais avant de devenir le second « MOP Cœlacanthe », André Gempp se voit d’abord confier par la DCAN  la mission de construire le SNLE en tant « qu’architecte du navire » (le poste d’architecte de la propulsion nucléaire du sous-marin étant confié à l’ingénieur du génie maritime Jacques Chevallier).
En 1960, André Gempp est alors face à un redoutable défi technologique : construire un sous-marin d’un genre totalement nouveau. En matière de SNLE, la France part en effet de zéro. Tout est à inventer. André Gempp lui-même déclarera plus tard lors d’un colloque universitaire en 1989 : « Nous étions, à ce moment-là, dans les années 60, il faut bien le dire, extrêmement inquiets concernant ce programme. Il était affolant, on a cité ici plusieurs fois le terme de défi, de challenge, de pari ! Effectivement, pour les pauvres gens qui, comme moi, se trouvaient soumis à l'épreuve de la page blanche, c'était effroyable. Cela consistait à se trouver devant un plan sur lequel il n'y avait pas grand-chose et qu'il fallait meubler, faire un certain nombre d'options, de choix de dimensions, de diamètre de coque, de longueurs, c'était quelque chose d'assez inquiétant ».

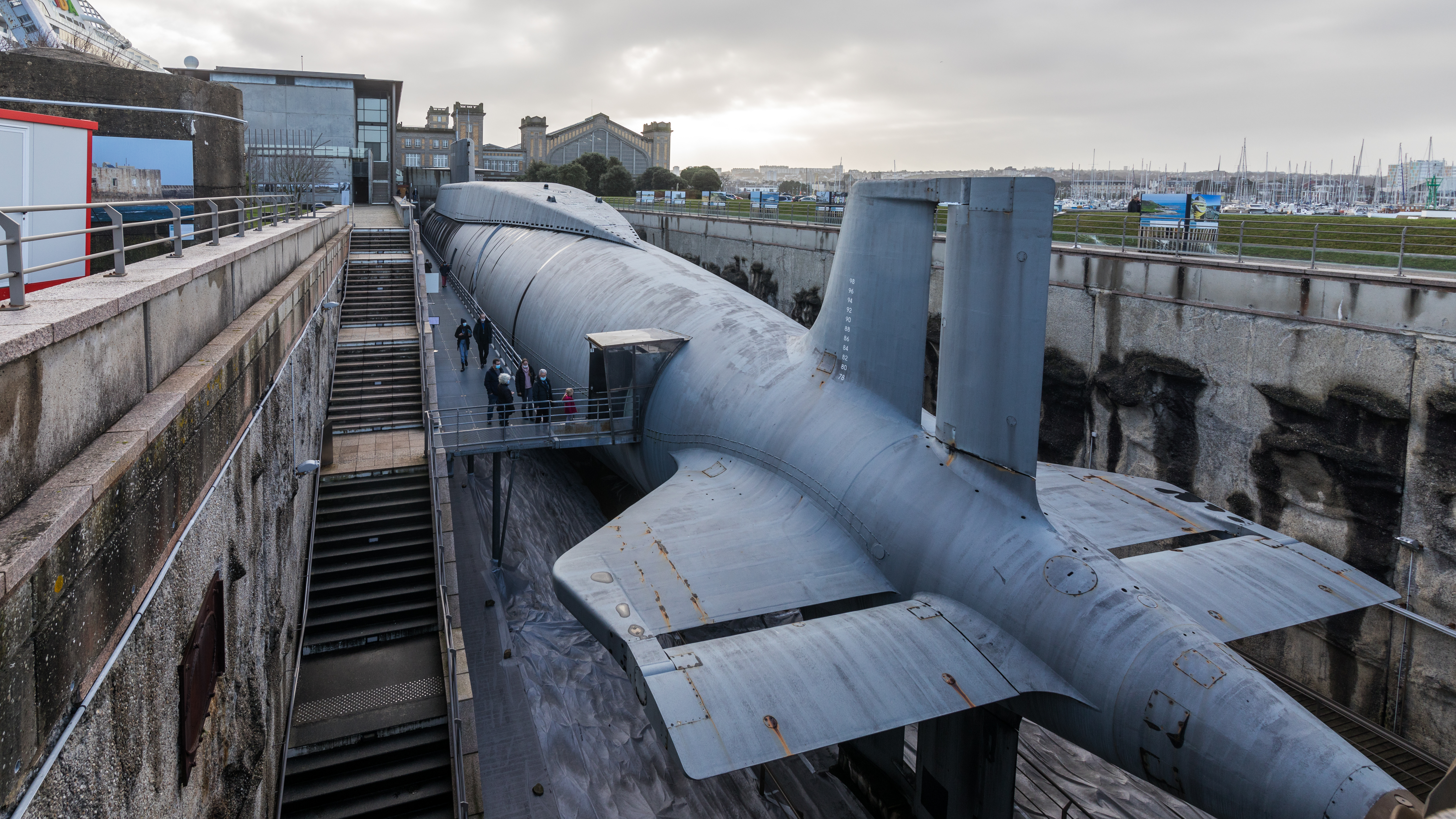
Le SNLE Le Redoutable, aujourd'hui exposé comme musée à la Cité de la Mer à Cherbourg.

De 1961 à 1964, André Gempp dessine les plans d’un géant des mers, long de 128 mètres, déplaçant 9 000 tonnes en plongée (8 000 tonnes en surface), le plus gros sous-marin jamais construit jusqu’alors en France, et qui doit pouvoir lancer en toute sûreté une salve de 16 missiles de 18 tonnes chacun, et de 10 mètres de long, tout en restant immergé à quelques dizaines de mètres de profondeur. Comme l'explique André Gempp lui-même dans la presse en 1969, dessiner les plans du Redoutable « consiste à définir un "contenant" qui soit en rapport avec un "contenu" c'est-à-dire des matériels, des installations qui sont nécessaires à l'exécution de la mission fixée au bâtiment. Dans le cas d'un sous-marin qui, lorsqu'il est immergé reçoit une poussée de la part de l'eau de mer égale à son poids (principe d'Archimède), le volume réservé aux installations doit être défini au plus juste puisque cette condition doit être réalisée en obtenant une densité moyenne de l'ensemble égale à 1. Cela veut dire qu'un sous-marin de 8 000 tonnes de déplacement dispose pour recevoir des installations, d'un volume de 8 000 m3. Un navire de surface de même déplacement dispose grâce à ses parties émergentes d'un volume deux à trois fois plus important. La tâche la plus difficile est donc d'obtenir une sévère compacité des installations sans sacrifier dangereusement les conditions de conduite, d'entretien, de maintenance du matériel. Cette tâche était d'autant plus délicate en 1962 que les questions d'aménagement, les dimensions, les dispositions des locaux devaient se trouver figées alors que les matériels qu'ils étaient destinés à contenir n'étaient pas encore complètement définis puisque l'on avait affaire à un prototype absolument nouveau ».
La construction du Redoutable, premier exemplaire d'une série de six sous-marins aux caractéristiques identiques, débute fin 1964 à Cherbourg. Il est mis à l’eau le 29 mars 1967 en présence du général de Gaulle, et admis au service actif le 1er décembre 1971.
Pour André Gempp, l’entrée en service du Redoutable, et des SNLE qui suivront, sera « la plus grande réussite de sa carrière ».

## La conception du sous-marinGymnote(1962-1966)
Durant la construction du Redoutable, André Gempp est confronté à plusieurs autres défis technologiques. Deux d'entre eux sont particulièrement difficiles à surmonter : d'une part la mise au point d'un système de lancement de missile intégré au sous-marin, d'autre part la mise au point d'un système de navigation inertielle permettant au sous-marin de connaître en permanence sa position exacte en n'importe quel point du globe.

Le premier défi est donc le lancement d'un missile balistique depuis un SNLE en plongée. Comme l'expliquera plus tard André Gempp dans la presse en 1969, « il y avait des problèmes d'ordre mécanique extrêmement difficiles à résoudre. Il s'agissait de développer une énergie suffisante pour communiquer, en quelques secondes, une vitesse de 100 km/h à cette masse de 18 tonnes ; ceci sans que l'engin, qui est relativement fragile soit mis à mal au cours de l'opération. Par ailleurs, la nécessité d'effectuer cette opération à la verticale imposait au sous-marin lanceur de se maintenir à une vitesse très faible pendant la durée du lancement ce qui posait des problèmes de stabilisation en immersion ». Le missile doit être expulsé à l'aide d'air comprimé avec une vitesse suffisante pour atteindre la surface. Pour rester stable, un sous-marin doit toujours être en mouvement. Mais ce déplacement déséquilibre le missile lorsqu'il sort du tube. En atteignant les eaux de surface le missile est de nouveau déstabilisé par la houle et il doit parvenir à corriger un angle de sortie qui peut être très éloigné de la verticale. Enfin, au moment de l'expulsion du missile par le sous-marin, l'eau s'engouffre dans le tube qu'il occupait. Il faut parvenir à empêcher celle-ci de noyer complètement le tube car la masse serait supérieure à celle du missile et compromettrait la stabilité du sous-marin. 

Le sous-marin Gymnote, conçu par André Gempp entre 1962 et 1964.

Pour mettre au point les équipements impliqués dans ce processus de lancement très complexe, André Gempp propose et démarre dès 1962 la construction d'un sous-marin expérimental lanceurs de missiles : le Gymnote. Celui-ci est doté de quatre tubes de lancement. La réalisation du Gymnote est achevée en mars 1964 et il est mis en service en octobre 1966. Il sera utilisé avec succès pour la mise au point du système de lancement des missiles qui équiperont successivement les SNLE de la classe Le Redoutable, à savoir les missiles M1 (1971), M2 (1974), M20 (1977) et enfin M4 (1985).
Le deuxième défi posé à André Gempp est celui de la navigation : c'est-à-dire un système permettant au SNLE de connaître à chaque instant sa position sous la mer avec très grande précision, chose que les moyens techniques de l'époque ne permettent pas encore. « Que l'on pense simplement qu'une erreur sur le cap égale à une minute d'angle entraînerait, pour une portée de 3 000 km, une erreur au but de 1 km ! » expliquera plus tard André Gempp. Un système de navigation par inertie finit par être mis au point. Une réussite technologique dont l'amiral américain Rickover, le père des sous-marins nucléaires américains, ne croyait pas capable la France. Et c'est encore sur le Gymnote qu'il est procédé avec succès aux essais des premières plates-formes inertielles embarquées utilisant de nouveaux types de gyroscopes.
Le Gymnote sera retiré du service actif en 1986 après 20 années d'expérimentations fructueuses.

## Maître d’œuvre principal de l’organisationCœlacanthe(1966-1972)
Nommé au grade d’ingénieur général du génie maritime de 2e classe le 1er mars 1967, André Gempp a entre-temps accédé au poste de « MOP Cœlacanthe » en novembre 1966 en remplacement de l’ingénieur général Bensussan.
Tout en continuant à superviser la construction du Redoutable, André Gempp est donc désormais chargé de nombreuses autres composantes du programme Cœlacanthe, dont l’environnement à terre : construction de la base navale de l’Ile Longue à Brest pour accueillir les SNLE, pyrotechnies nucléaires, station VLF de Rosnay permettant d’envoyer des messages sécurisés aux SNLE quand ils sont en plongée (notamment les ordres de tirs nucléaires donnés par le président de la République), construction des centres d’entraînement des équipages de SNLE, etc.
Tandis que le SNLE Le Redoutable entre officiellement en service fin 1971, André Gempp est remplacé en janvier 1972 par l’ingénieur général Jean Touffait qui devient donc le troisième « MOP Cœlacanthe ».

André Gempp, directeur de la DCAN de Toulon de 1972 à 1979.

À la réunion du Conseil des ministres qui décide de sa nouvelle affectation, le ministre d’État chargé de la Défense nationale, Michel Debré, rend hommage à « André Gempp pour son action remarquable (…) qui a trouvé son aboutissement dans la mise en service du premier sous-marin lanceur d’engins, Le Redoutable ».

## Directeur de la DCAN de Toulon (1972-1979)
Le 19 janvier 1972, André Gempp est nommé directeur de la DCAN de Toulon. C'est alors la plus grosse direction locale des constructions navales, avec plus de 8 000 emplois : entretien de la flotte, dont les porte-avions, entretien d'avions à Cuers, pyrotechnies, centres d'études et expérimentations pour les systèmes d'armes, les sous-marins... « Avec compétence, avec autorité, avec l'entière confiance du directeur central, il dirige ce grand ensemble industriel dans le souci permanent du plein-emploi et de la productivité ».
Parallèlement, André Gempp est nommé président du Conseil de la recherche océanologique (CRO), par arrêté du 16 novembre 1978, présidence qu'il assure pendant un an. Le CRO, qui dépend du ministère de l'Industrie, a un caractère consultatif auprès du CNEXO.
André Gempp reste directeur de la DCAN de Toulon jusqu'au 30 septembre 1979, date à laquelle il demande son admission à la retraite, bien que n’ayant pas encore atteint la limite d’âge de son grade d'ingénieur général de l'armement de 1re classe qu'il détenait depuis 1970,.
Retiré dans l’arrière-pays toulonnais, il décède le 14 août 2005 à Solliès-Toucas (Var), laissant derrière lui sa femme Pierrette Chomel de Jarnieu (1925-2014), épousée en 1946 d'où sept enfants.

## Distinctions et hommages
Lors du départ à la retraite d'André Gempp en octobre 1979, le ministre de la Défense, Yvon Bourges, adresse à cette occasion le message suivant : « Au moment où l'ingénieur général de l'Armement de 1re classe Gempp quitte le service actif, je tiens à rappeler les services éminents que ce grand ingénieur a rendus au pays — en témoignent particulièrement le bathyscaphe, qui à partir de 1954 a accumulé les premières mondiales dans le domaine de la plongée sous-marine et Le Redoutable, premier de nos sous-marins nucléaires lanceur d'engins et pour lequel le conseil des ministres du 19 janvier 1972 avait tenu à rendre un hommage particulier à l'ingénieur général Gempp maître d'œuvre principal. Que l'ingénieur général Gempp trouve ici le témoignage de la reconnaissance du gouvernement pour l'œuvre qu'il a accomplie au service de la France ».
André Gempp, fait commandeur de la Légion d'honneur en novembre 1976, est également fait grand officier de l'ordre national du Mérite en 1986, dont les insignes lui sont remis par le président de la République François Mitterrand en personne, dans la cour  des Invalides à Paris en mai 1987.
La promotion 2017 des ingénieurs de l'Armement est baptisée « Promotion André Gempp ».

## Grades
- 20 mars 1940 : ingénieur de 3e classe
- 20 mars 1942 : ingénieur de 2e classe du génie maritime
- 1er août 1945 : ingénieur de 1re classe du génie maritime
- 2 juillet 1951 : ingénieur principal du génie maritime
- 1er mars 1955 : ingénieur en chef de 2e classe du génie maritime
- 1er novembre 1959 : ingénieur en chef de 1re classe du génie maritime
- 1er mars 1967 : ingénieur général de 2e classe du génie maritime
- 1er mars 1970 : ingénieur général de 1re classe du génie maritime / ingénieur général de l'armement de 1re classe

André Gempp

## Services
- 1944-1952 : affectation à l'arsenal de Toulon dans des services de réparation et d'entretien des sous-marins.
- 1947-1952 : professeur à l'Ecole de navigation sous-marine de Toulon.
- 1951-1952 : chargé des études et de la construction du bathyscaphe FNRS-3.
- 1952-1954 : chef de la section des réparations à l'arsenal de Saïgon.
- 1954-1955 : ingénieur chargé de la réparation des grands bâtiments à Toulon.
- 1956-1966 : chef de la section "sous-marins" au Service technique des constructions et armes navales.
- 1966-1972 : maître d'œuvre principal (MOP) du programme Cœlacanthe.
- 1972-1979 : directeur des constructions et armes navales à l'arsenal de Toulon.

## Décorations
- Commandeur de la Légion d'honneur (1976)
- Grand officier de l'ordre national du Mérite (1986)
- Officier de l'ordre du Mérite maritime (1979)
- Médaille coloniale (1954)
- Médaille commémorative de la campagne d'Indochine (1954)

## Autres récompenses
- Prix Lamb de l'Académie des Sciences (1954), pour ses travaux sur le bathyscaphe FNRS-3.
- Prix de l'Académie de Marine (1954), pour ses travaux sur le bathyscaphe FNRS-3.
- Médaille d'Or du Mérite Civique (1954), pour ses travaux sur le bathyscaphe FNRS-3.